# Шахбаз Ахмад
Шахбаз Ахмад (1 вересня 1968) — пакистанський хокеїст на траві.
Бронзовий призер Олімпійських Ігор 1992 року, учасник 1988, 1996 років.
Чемпіон світу 1994 року.